# 1833 en philosophie
Chronologie de la philosophie
- 1829
- 1830
- 1831
- 1832
- 1833
- 1834
- 1835
- 1836
- 1837

L’année 1833 a été marquée, en philosophie, par les événements suivants :

## Naissances
- 12 janvier : Eugen Dühring, philosophe allemand, mort en 1921.
- 28 février : Carl Hilty, philosophe suisse, mort en 1909.
- 29 octobre : Tommaso Maria Zigliara, théologien français, mort en 1893.
- 19 novembre : Wilhelm Dilthey, philosophe allemand, mort en 1911.